# Marie Tůmová
Marie (Maria Antonie) Tůmová (geboren 12. Juni 1866 in Prag; gestorben 1. Mai 1925 ebenda) war eine tschechische Lehrerin und Frauenrechtlerin.

## Leben
Marie Tůmová war eine Tochter des tschechischen Politikers und Landtagsabgeordneten Karel Tůma und Enkelin des Schriftstellers František Ladislav Čelakovský. Sie wurde Lehrerin in Prag-Smíchov und in Prag-Žižkov und wurde in Žižkov eine der ersten Direktorinnen einer Bürgerschule für Mädchen. Sie wurde Präsidentin des Mädchenschulvereins Minerva in Prag. Nach Gründung der Tschechoslowakei 1918 ging sie als Lehrerin in die Slowakei und wurde dann als Schulinspektorin nach Užhorod in die Karpato-Ukraine versetzt. Tůmová war Vizepräsidentin des Vereins tschechischer Lehrerinnen.
Tůmová initiierte 1903 in Prag gemeinsam mit Františka Plamínková den „Tschechischen Frauenverein“ (Ženský klub český). 1905 wurde von ihnen der „Ausschuss für das Frauenwahlrecht“ gegründet. 1908 trat sie als dessen Kandidatin zu Nachwahlen in Vysoké Mýto zum böhmischen Landtag auf der Liste der Städte (Zweite Kurie) an, wurde aber nicht gewählt. Bei einem Besuch der US-amerikanischen Suffragette Carrie Chapman Catt 1909 in Prag kündigte Plamínková eine zweite Kandidatur Tůmovás an, die aber ebenfalls scheiterte.
Tůmová veröffentlichte 1911 die Agitationsschrift „Pro volební právo žen“. 1911 gehörte sie zu den Gründerinnen des Verbands tschechischer Frauenvereine, 1923 war sie Mitgründerin des tschechoslowakischen Frauen-Nationalrats (Ženská národní rada, ŽNR). Tůmová war auch tschechische und später tschechoslowakische Delegierte auf internationalen Kongressen der International Alliance of Women (IWSA) und des International Council of Women (ICW).